# Saint-Guyomard
Saint-Guyomard [sɛ̃ ɡɥijɔmaʁ] est une commune française, située dans le département du Morbihan en région Bretagne.

## Géographie

### Situation
|         | Serent         |       |
| Trédion | Saint-Guyomard | Bohal |
|         | Le Cours       | Molac |

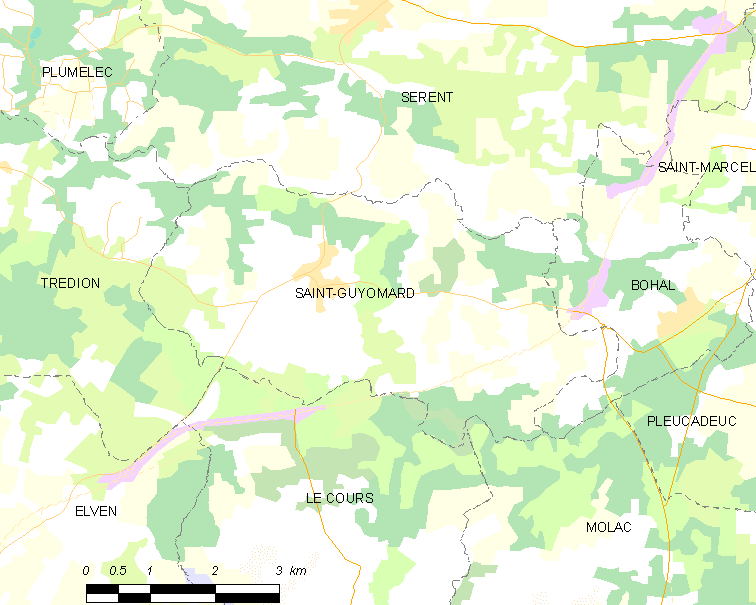
Carte de Saint-Guyomard et des communes avoisinantes.

Saint-Guyomard est située dans le Morbihan, entre Vannes (au sud) et Ploërmel (au nord) à 7 km de Malestroit. Elle est située au cœur des « Landes de Lanvaux », largement boisées aujourd'hui autour de Trédion.

### Relief et hydrographie
Le point le plus bas du finage communal est à 23 m d'altitude (dans la vallée de la Clair, dans l'angle nord-est du territoire communal), le plus haut à 107 m (près du hameau de la Ville-au-Vent, dans la partie sud de la commune). La commune présente un paysage varié et vallonné de bocages, de forêts (forêt de Molac au sud (mais celle-ci est principalement situe dans la commune de Le Cours), bois de Brignac et bois de Lanvaux au nord-ouest...) et de landes résiduelles. La majeure partie de la commune est un plateau relevé entaillé du nord au sud par des ruisseaux tributaires de la Claie : ruisseaux du Grand Breuil, du Glouby, etc.).
La commune est séparée de Sérent dont elle fut longtemps une trève par la pittoresque vallée de la Claie, qui avec l'Arz (au sud mais ne coulant pas en Saint-Guyomard) est une des principales rivières des Landes de Lanvaux, bordées à l'est par l'Oust dont elles sont tributaires, et qui les entaillent profondément.

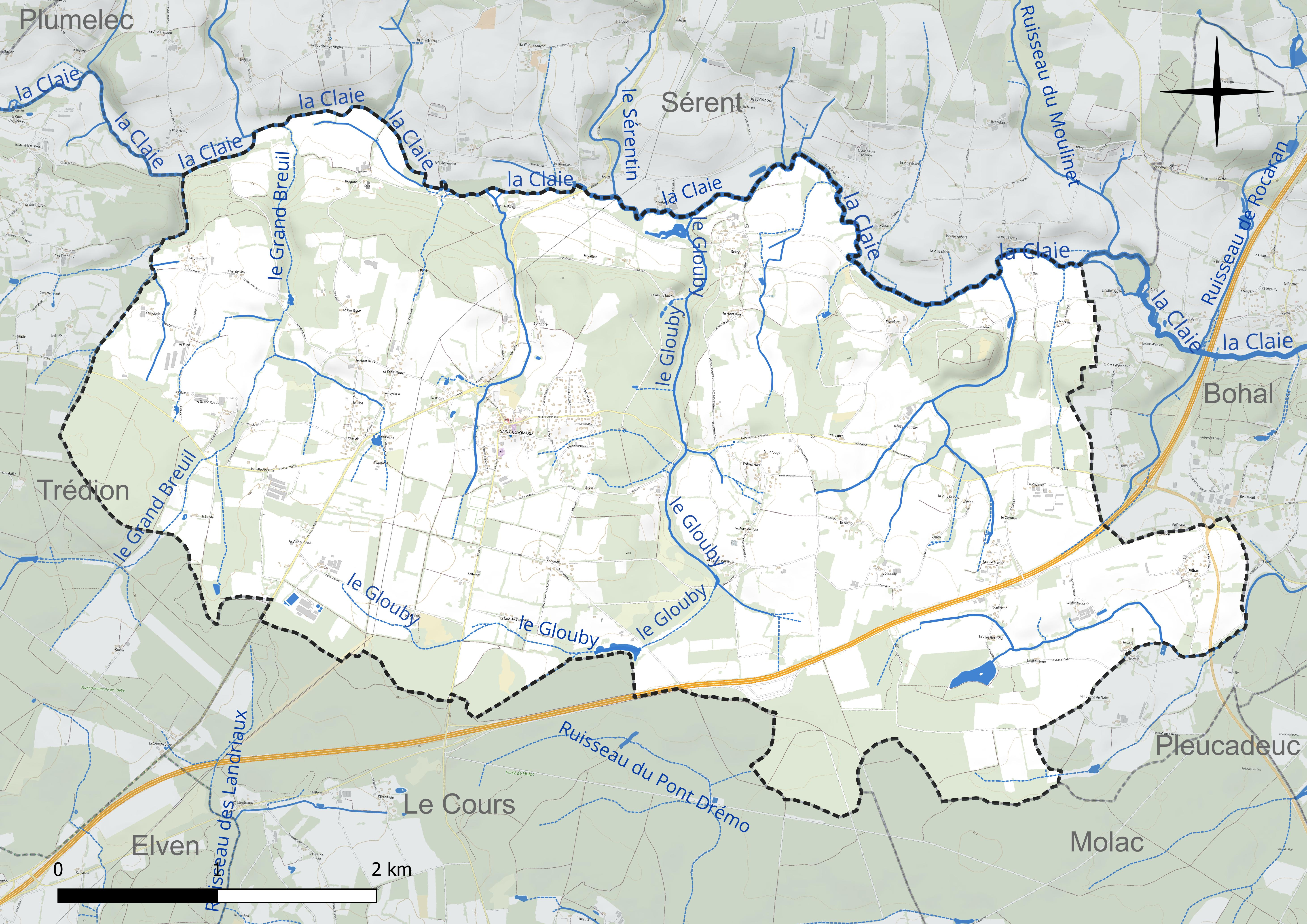
Carte du réseau hydrographique de Saint-Guyomard.

### Hydrographie
Pour un article plus général, voir Réseau hydrographique du Morbihan.
La commune est située dans le bassin Loire-Bretagne. Elle est drainée par la Claie, le Glouby, le Grand Breuil et divers autres petits cours d'eau,.
La Claie, d'une longueur de 62 km, prend sa source dans la commune de Saint-Allouestre et se jette  dans le canal de Nantes à Brest à Saint-Congard, après avoir traversé 13 communes. 

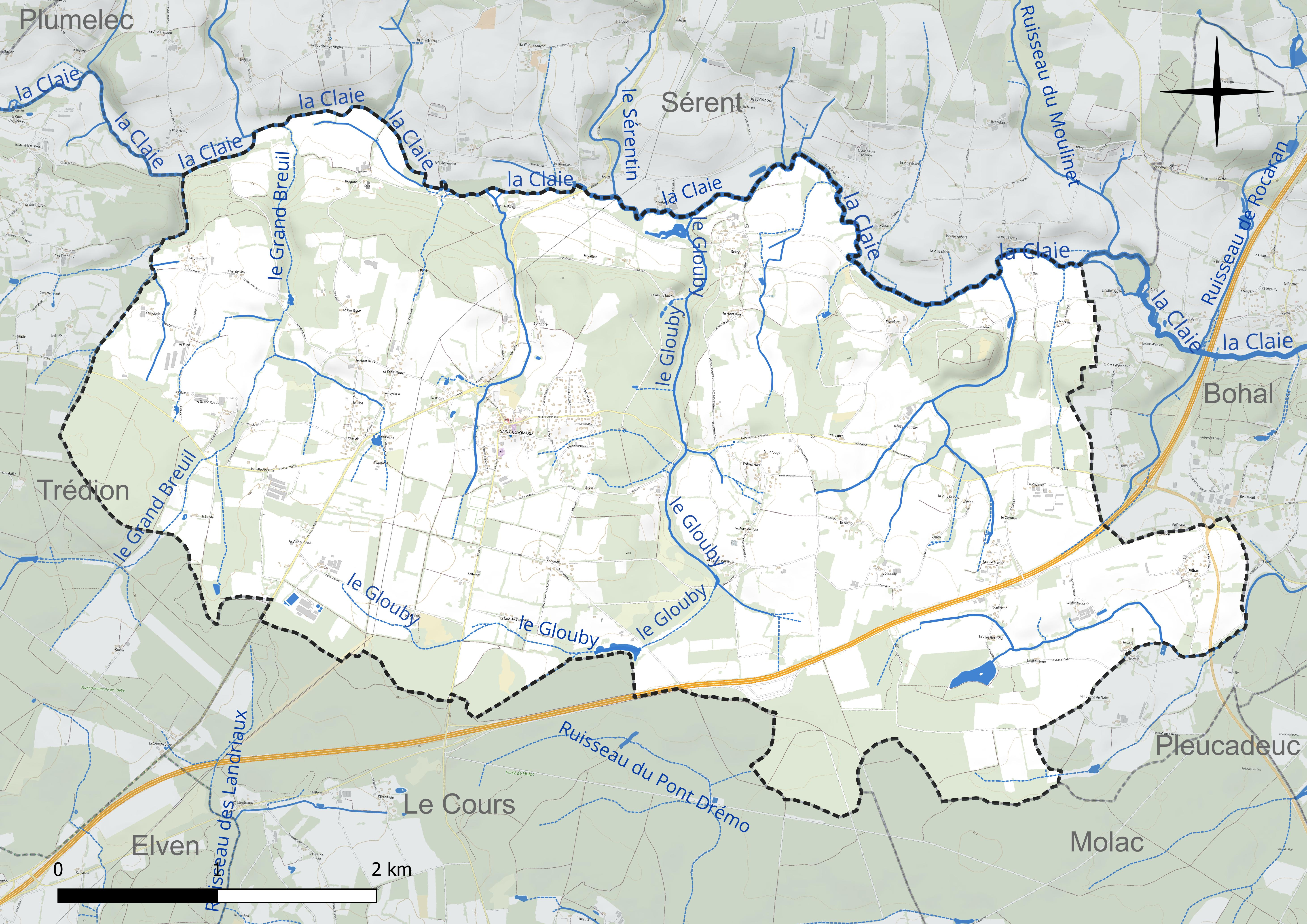
Réseau hydrographique de Saint-Guyomard.

### Climat
Pour des articles plus généraux, voir Climat de la Bretagne et Climat du Morbihan.
En 2010, le climat de la commune est de type climat océanique franc, selon une étude du CNRS s'appuyant sur une série de données couvrant la période 1971-2000. En 2020, Météo-France publie une typologie des climats de la France métropolitaine dans laquelle la commune est exposée à un climat océanique et est dans la région climatique  Bretagne orientale et méridionale, Pays nantais, Vendée, caractérisée par une faible pluviométrie en été et une bonne insolation. Parallèlement l'observatoire de l'environnement en Bretagne publie en 2020 un zonage climatique de la région Bretagne, s'appuyant sur des données de Météo-France de 2009. La commune est, selon ce zonage, dans la zone « Intérieur Est », avec des hivers frais, des étés chauds et des pluies modérées.
Pour la période 1971-2000, la température annuelle moyenne est de 11,5 °C, avec une amplitude thermique annuelle de 12,3 °C. Le cumul annuel moyen de précipitations est de 883 mm, avec 13,3 jours de précipitations en janvier et 6,5 jours en juillet. Pour la période 1991-2020, la température moyenne annuelle observée sur la station météorologique la plus proche, située sur la commune de Pleucadeuc à 11 km à vol d'oiseau, est de 11,9 °C et le cumul annuel moyen de précipitations est de 907,2 mm,. Pour l'avenir, les paramètres climatiques de la commune estimés pour 2050 selon différents scénarios d'émission de gaz à effet de serre sont consultables sur un site dédié publié par Météo-France en novembre 2022.

### Transports
La RN 166 (voie express allant de Vannes à Ploërmel) traverse la partie sud-est de la commune ; l'aire de repos des Landes de Lanvaux est aussi sur le territoire communal. Les échangeurs de Kerchou (quand on vient de Vannes) et de l'Ermitage (quand on vient de Ploërmel) desservent Saint-Guyomard.
Le bourg est desservi principalement par la D 766a (ancienne Route nationale 166 déclassée) qui le relie à l'échangeur de Kerchou et qui, vers le nord, se dirige vers Sérent ; la D 112 relie le bourg à l'échangeur de l'Ermitage.

### Paysages et habitat
Le paysage agraire traditionnel de la commune est le bocage avec un habitat dispersé en hameaux et fermes isolées ; mais landes et espaces boisés sont prédominants.
La commune a conservé son caractère rural ; toutefois le bourg a connu une forte extension, principalement côté est du bourg traditionnel, depuis le début du XXIe siècle, ce qui explique le renouveau démographique après des décennies de déclin ou de stagnation tout au long des XIXe siècle et XXe siècle.

## Urbanisme

### Typologie
Au 1er janvier 2024, Saint-Guyomard est catégorisée commune rurale à habitat dispersé, selon la nouvelle grille communale de densité à sept niveaux définie par l'Insee en 2022.
Elle est située hors unité urbaine. Par ailleurs la commune fait partie de l'aire d'attraction de Vannes, dont elle est une commune de la couronne,. Cette aire, qui regroupe 47 communes, est catégorisée dans les aires de 50 000 à moins de 200 000 habitants,.

### Occupation des sols

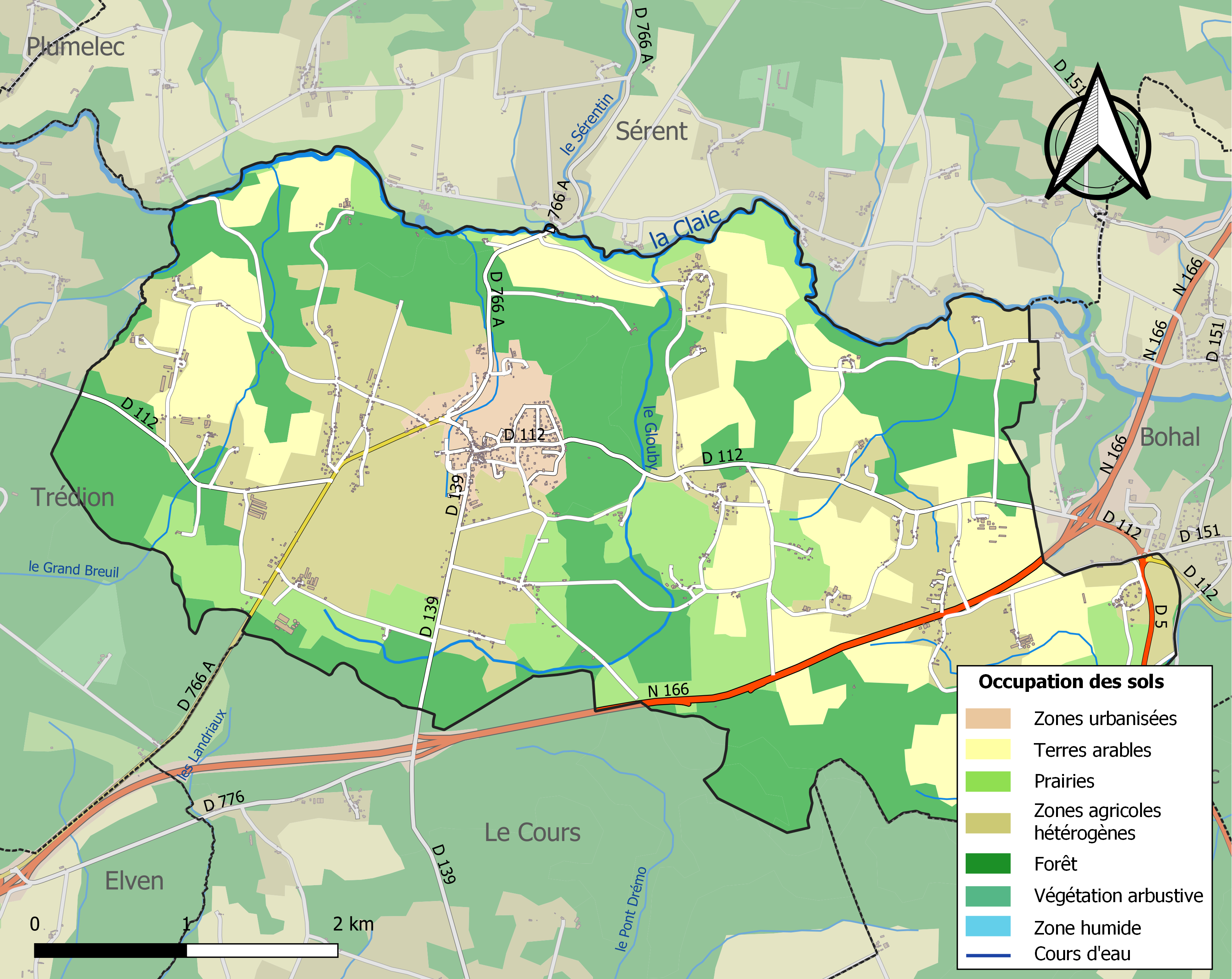
Carte des infrastructures et de l'occupation des sols de la commune en 2018 (CLC).

Le tableau ci-dessous présente l' occupation des sols de la commune en 2018, telle qu'elle ressort de la base de données européenne d’occupation biophysique des sols Corine Land Cover (CLC).
| Type d’occupation                             | Pourcentage | Superficie (en hectares) |
| --------------------------------------------- | ----------- | ------------------------ |
| Tissu urbain discontinu                       | 3,3 %       | 66                       |
| Terres arables hors périmètres d'irrigation   | 21,6 %      | 428                      |
| Prairies et autres surfaces toujours en herbe | 12,9 %      | 255                      |
| Systèmes culturaux et parcellaires complexes  | 28,0 %      | 555                      |
| Forêts de feuillus                            | 7,5 %       | 148                      |
| Forêts de conifères                           | 17,1 %      | 339                      |
| Forêts mélangées                              | 9,5%        | 189                      |
| Source : Corine Land Cover                    |             |                          |

## Toponymie
Le nom de la localité est attesté sous la forme Dyomar en 1542 ou 1546,. Les curés en écrivaient le nom, Saint-Dyomart, tradition qui s'est poursuivie jusqu'en 1726.
Saint-Guyomard est ainsi nommée d'après le nom de personne Guyomard, forme francisée du breton Guyomarc'h. Les patronymes Guyomard, Guiomar, Guyomarc'h, Guyonvarc'h (forme mutée : mutation adoucissante m > v), etc. sont fréquents en Bretagne. C'est également le prénom héréditaire des vicomtes de Léon sous la forme Guyomarch.
L'anthroponyme Guyomarc'h, forme mutée Guyonvarc'h, représente le composé breton uuiu (forme mutée guiu) ho marc'h « digne [d'avoir un] bon cheval »,.
Aucun saint du nom de saint Guyomard n'est connu. Une hypothèse est que le nom ferait référence à Guyomard de Conleau qui fut évêque de Vannes, mais celui-ci n'a jamais été canonisé.
Saint-Guyomard est un démembrement de la paroisse de Sérent qui possédait jadis trois trèves (Le Roc, Lizio et donc, Saint-Guyomard). Dès 1542, cette trève était aussi appelée Saint-Maurice.
La forme bretonne proposée par l'Office public de la langue bretonne est Sant-Gwioñvarc'h.

## Histoire

### Préhistoire et Antiquité

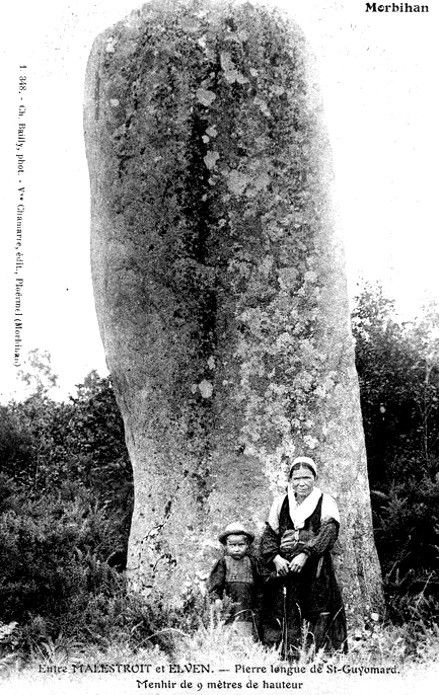
Saint-Guyomard ː le menhir dit "Pierre Longue" au début du XXe siècle (carte postale).

François-Marie Cayot-Delandre signale en 1847 au sud du bourg sur un sommet élevé couvert de landes les restes d'un camp fortifié d'époque romaine à l'intérieur duquel se trouvent les restes d'un cromlech et, à 1 km environ au sud-est de celui-ci, la présence d'un menhir de 5 mètres de haut, légèrement penché et appelé "Pierre droite" [en fait "Pierre longue"].

### Moyen-Âge
Entre la Ville-Mango et la route de Malestroit se trouve une enceinte féodale entourée de fossés, de forme carrée (environ 50 mètres de côté) avec, dans l'angle nord-ouest, ce qui semble être un reste de motte féodale.

### Temps modernes

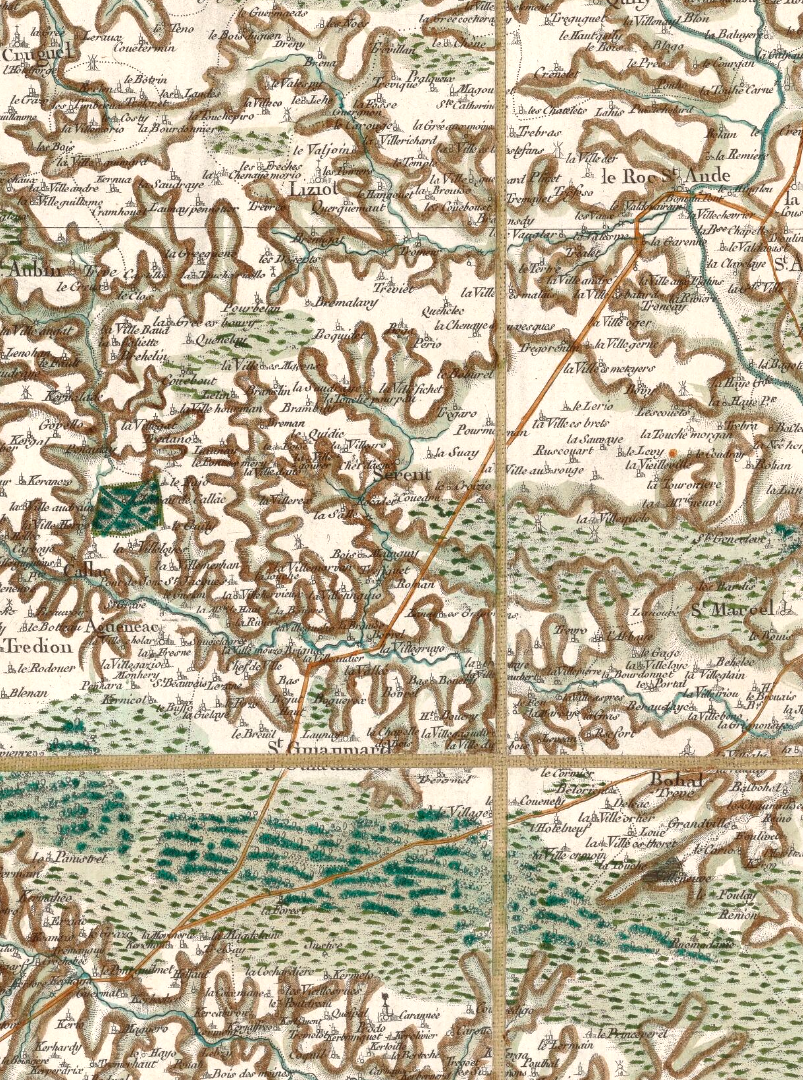
Carte de Cassini de la paroisse de Sérent, incluant la trève de Saint-Guyomard (1789).

Saint-Guyomard (dénommé aussi Saint-Maurice en 1542) était, avec Le Roc et Lizio, une des trois trèves de la paroisse de Sérent.
Le 10 février 1591 le seigneur de Bovrel, Julien de Quistinic, fut tué lors du siège de Malestroit et inhumé dans l'église paroissiale de cette ville.
Comme l'ensemble de la paroisse de Sérent, Saint-Guyomard dépendait de la seigneurie de Malestroit qui disposait des droits de haute, moyenne et basse justice. La famille de Sérent disposait des droits de prééminence dans l'église tréviale de Saint-Guyomard.
Le château de Brignac fut construit au début du XVIe siècle par Pierre de Brignac, alors abbé de Saint-Sauveur de Redon, après avoir été abbé de Saint-Gildas de Rhuys ; bien que n'étant qu'un château de plaisance et donc n'étant pas une forteresse, il est pourtant flanqué à ses deux extrémités de deux tours à créneaux et machicoulis.

### LeXIXesiècle
Le 27 août 1848 des troubles graves éclatèrent à Malestroit lors des élections pour le conseil d'arrondissement : les électeurs de 4 communes  (Sérent, Lizio, Saint-Abraham, Saint-Guyomard) se disputèrent pour savoir quelle commune voterait la première : « les pierres que se jetaient les combattans atteignirent beaucoup de vitres et quelques habitans de Malestroit ; aussitôt la Garde nationale fut convoquée et, par un mouvement de frayeur fort regrettable, elle tira sur les paysans de ces communes. Deux furent atteints assez grièvement ; on pense que la blessure de l'un d'eux est mortelle. Nous avons demandé que l'on fit voter chaque commune au chef-lieu de la commune, et non au chef-lieu de canton ». Dans un autre article paru quelques jours plus tard le même journal précise que le commencement des troubles serait dû à des électeurs de Ruffiac qui auraient commencé dans l'après-midi à frapper des électeurs de Sérent qui commençaient à danser et qu'une trentaine de Sérentais auraient été blessés.
A. Marteville et P. Varin, continuateurs d'Ogée, décrivent ainsi Saint-Guyomard en 1853 :

« Saint-Guyomard : commune formée d'une ancienne trève de Sérent; aujourd'hui succursale. (..). Principaux villages : Lézormais, le Fozo, le Grand et le Petit-Breil, le Haut et le Bas-Béjut, la Vallée, Botquéné, Bovey, Brandeul, la Ville-Mango, Deilliac. Châteaux de Brignac, de Bovel. Superficie totale : 1 960 hectares 37 ares, dont (..) terres labourables 438 ha, prés et pâturages 187 ha, bois 101 ha, châtaigneraies 5 ha, vergers et jardins 28 ha, landes et incultes 1 162 ha (..). Le territoire de Saint-Guyomard est découvert et élevé ; la route de Vannes à Rennes le traverse du sud au nord ; celle de Vannes à Malestroit du sud au nord-est. Le sol présente une pente générale vers la rivière de Claye, qui est à la limite nord. Le château de Bovel est en ruines ; celui de Brignac, encore habitable, est entouré de belles futaies. (..) Il y a assemblée le dimanche le plus près du 22 septembre.  Géologie : granite.On parle le français [en fait le gallo]. »

En 1872 la municipalité demande l'aide financière du département pour les travaux de reconstruction de son église tombée en ruines.
En 1860 une épidémie de scarlatine frappa Saint-Guyomard et, de là, gagna des communes voisines, principalement Bohal.
En 1874 102 habitants de Saint-Guyomard et Loyat demandent dans une pétition déposée ä l'Assemblée nationale « le rétablissement, dans le plus bref délai, de la royauté en la personne d'Henri V, héritier légitime de la couronne de France ».
Le 26 mai 1895 les héritiers de Madame de Montgermont remirent à l'église paroissiale la moitié des reliques de saint Maurice que celle-ci avait obtenue de Charles-Emmanuel de Savoie et provenant de la châsse de saint Maurice.

### LeXXesiècle

#### La Belle Époque
En juin 1903 un pourvoi en Conseil d'État est effectué par les Frères de l'instruction chrétienne de Ploërmel (école des garçons) et les Sœurs du Saint-Esprit (école des filles, fondée et entretenue par M. de Montgermont) contre la fermeture de leurs écoles congréganistes de Saint-Guyomard en vertu de la loi sur les congrégations.

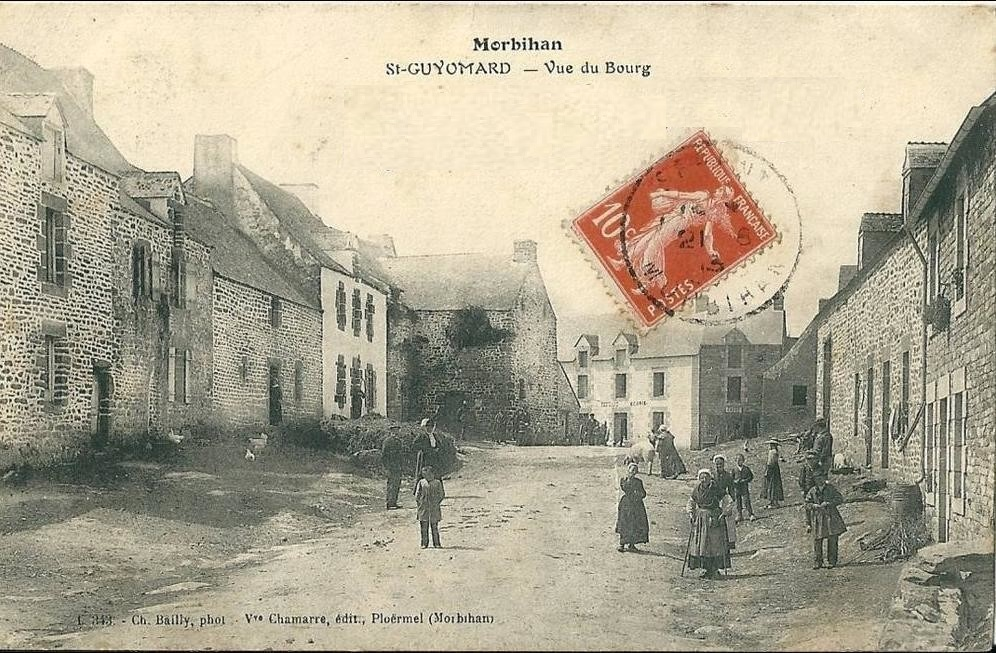
Le bourg de Saint-Guyomard au début du XXe siècle (carte postale).
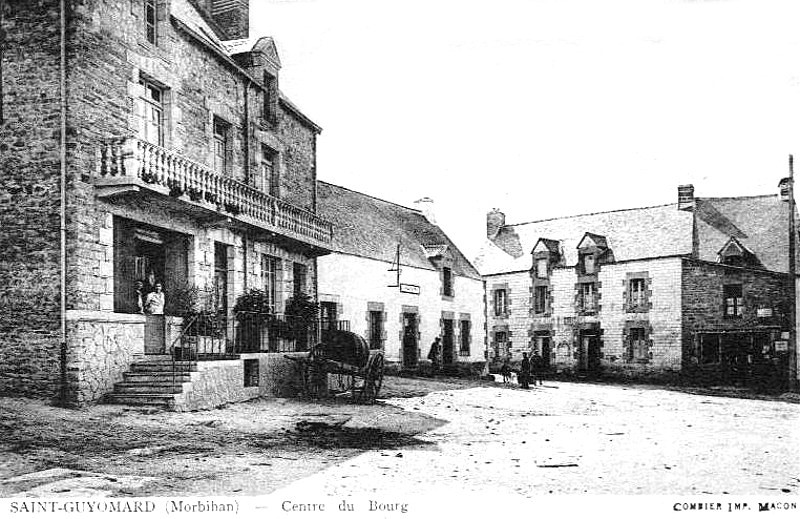
Le centre du bourg de Saint-Guyomard au début du XXe siècle (carte postale).
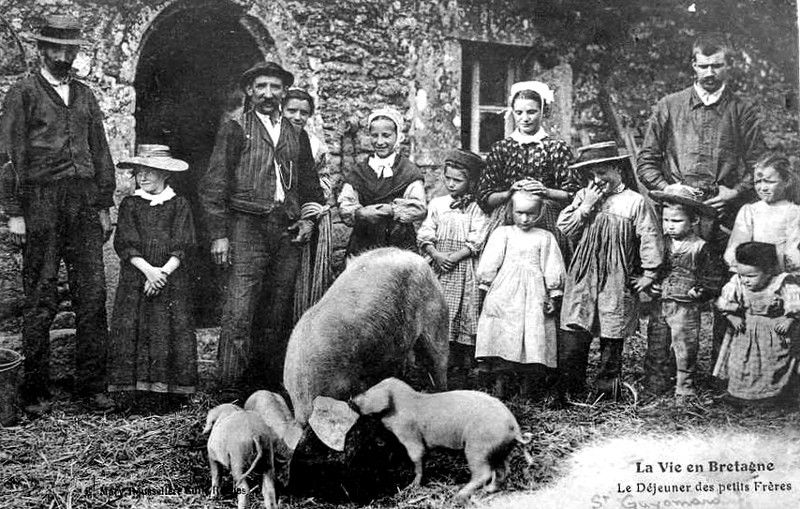
Saint-Guyomard ː une famille paysanne au début du XXe siècle (carte postale).

En 1905 deux enfants de la commune sont mordus par un chien enragé ; la commune finance leur voyage à Paris pour qu'ils puissent être vaccinés.

#### La Première Guerre mondiale
Le monument aux morts de Saint-Guyomard porte les noms de 55 soldats morts pour la France pendant la Première Guerre mondiale ; parmi eux 2 sont morts en Belgique (Joachim Feuvrel dès le 22 août 1914 à Rossignol et Pierre Marchand en 1918 à Locre) ; Jean Ménant est mort en captivité en Allemagne ; Laurent Menant, marin, est disparu en mer lors du naufrage du cuirassé Bouvet le 18 mars 1915 dans les Dardanelles ; Henri Josso, marsouin au 57e régiment d'infanterie coloniale est disparu en 1915 lors de la bataille de Sedd-Ul-Bahr en Turquie ; Joseph Gondet a été tué à l'ennemi en 1916 dans l'actuelle Macédoine du Nord ; tous les autres sont morts sur le sol français dont Mathurin Emeraud, Eugène Guillard et Louis Guillot, tous les trois décorés à la fois de la Médaille militaire et de la Croix de guerre, Joseph Sehenard de la Médaille militaire, Joseph Mathurin Binard, Jean Evenet, Mathurin Gougaud, Mathurin Kerhouas, Joseph Lebreton (ainsi que Pierre Marchand, tué en Belgique) de la Croix de guerre.

#### L'Entre-deux-guerres

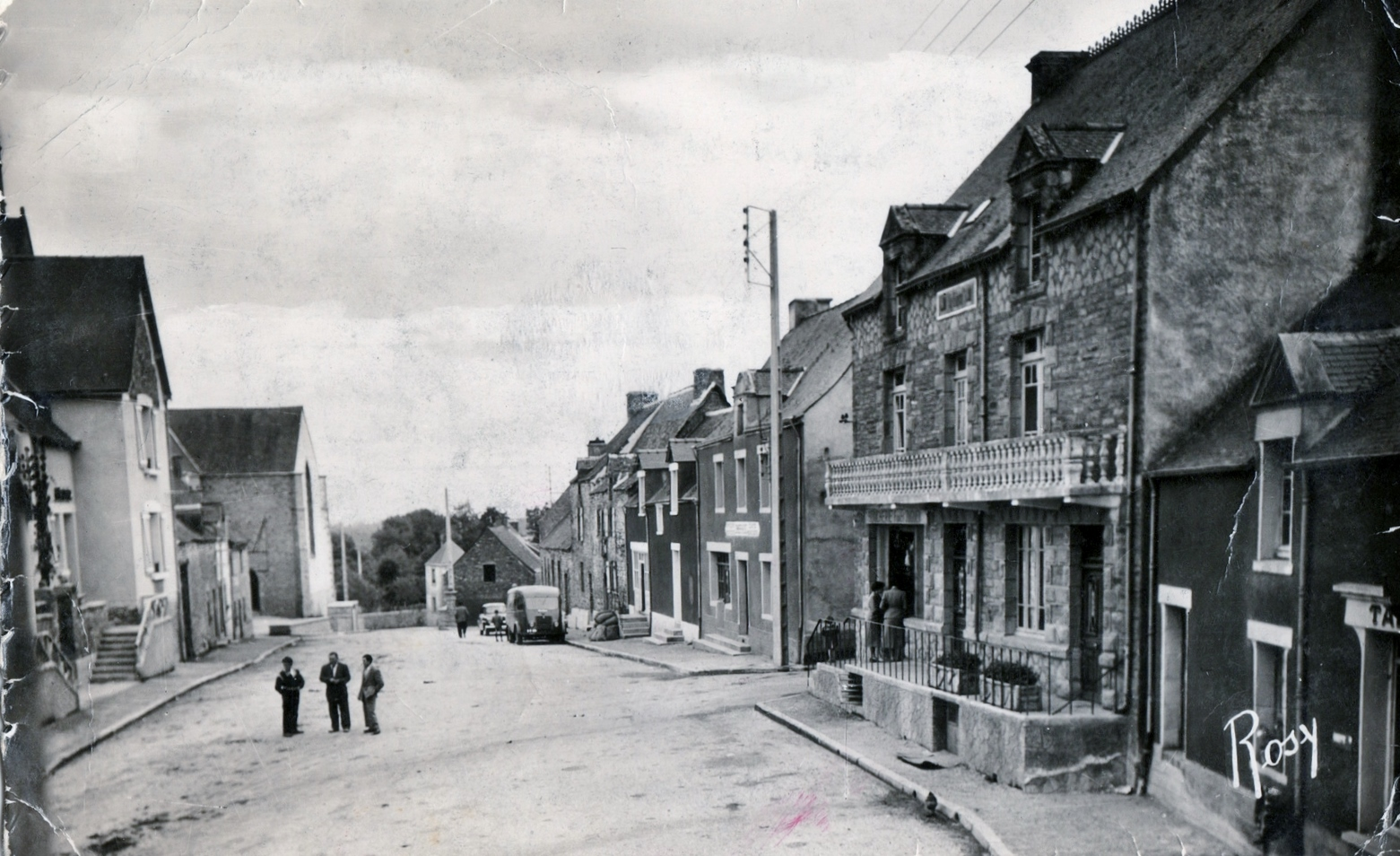
Le bourg de Saint-Guyomard (carte postale, vers 1925).
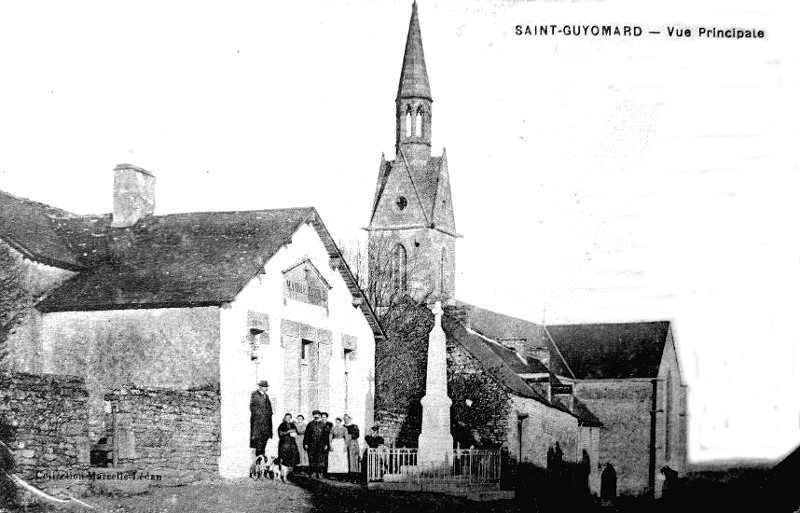
Saint-Guyomard ː l'église et le monument aux morts vers 1925 (carte postale).}

Saint-Guyomard a connu un important exode rural, principalement vers Paris, Le Havre et les ardoisières de Trélazé, particulièrement pendant l'Entre-deux-guerres.
La première cabine téléphonique de la commune ouvre le 16 mars 1926.

#### La Seconde Guerre mondiale
Le monument aux morts de Saint-Guyomard porte les noms de 5 personnes mortes pour la France pendant la Seconde Guerre mondiale ; parmi elles Joseph Retho a été tué à l'ennemi au printemps 1940 dans les Ardennes lors de la Campagne de France ; Jean Allain, prisonnier de guerre, et Lucien Alloché, requis du STO, sont tous les deux morts en Allemagne, le premier en 1943, le second en 1945 au camp de concentration de Buchenwald ; Gustave Cléro, résistant FFI, a été fusillé par les Allemands le 29 juillet 1944 à Pluméliau.

#### L'Après Seconde Guerre mondiale
En novembre 1947 commencent les travaux d'électrification et d'adduction d'eau dans la commune.
Jean Le Gouestre est mort le 20 septembre 1959 lors de la Guerre d'Algérie.

### LeXXIesiècle
L'école publique de la commune, dénommée « La Belle École », faillit fermer en 2006 (elle ne comptait plus que 7 élèves) : elle en compte 90 en 2024, répartis en 4 classes allant de la petite section de maternelle au CM2.

## Politique et administration
| Période                                  | Période     | Identité          | Étiquette | Qualité                                          |
| ---------------------------------------- | ----------- | ----------------- | --------- | ------------------------------------------------ |
|                                          |             |                   |           |                                                  |
| 1801                                     | 1808        | Jacques Lucas     |           | Laboureur à Boiry.                               |
| 1808                                     | 1815        | Mathurin Trégouet |           | Menuisier. Laboureur. Fermier. Marchand de bois. |
| 1815                                     | 1825        | Jean-Marie Guyot  |           | Rentier.                                         |
| 1825                                     | 1852        | Joseph Fordos     |           | Propriétaire. Agriculteur.                       |
| 1852                                     | 1864        | Louis Étienne     |           | Il a habité à Beauvrel en Saint-Guyomard.        |
| 1865                                     | 1876        | Mathurin Pédrono  |           | Laboureur.                                       |
| 1876                                     | 1881        | Jean-Marie Thomin |           | Laboureur.                                       |
| 1881                                     | 1904        | Joseph Gicquel    |           | Fermier à Coënely.                               |
| 1904                                     | 1925        | Vincent Billaud   |           | Cultivateur au Bourg.                            |
|                                          |             |                   |           |                                                  |
|                                          |             |                   |           |                                                  |
| mars 2001                                | 23 mai 2020 | Robert Emeraud    |           | Entrepreneur.                                    |
| 23 mai 2020                              | En cours    | Maurice Braud     |           |                                                  |
| Les données manquantes sont à compléter. |             |                   |           |                                                  |

## Démographie
L'évolution du nombre d'habitants est connue à travers les recensements de la population effectués dans la commune depuis 1793. Pour les communes de moins de 10 000 habitants, une enquête de recensement portant sur toute la population est réalisée tous les cinq ans, les populations de référence des années intermédiaires étant quant à elles estimées par interpolation ou extrapolation. Pour la commune, le premier recensement exhaustif entrant dans le cadre du nouveau dispositif a été réalisé en 2008.

En 2022, la commune comptait 1 446 habitants, en évolution de +6,48 % par rapport à 2016 (Morbihan : +3,82 %, France hors Mayotte : +2,11 %).
| 1793 | 1800 | 1806 | 1821 | 1831 | 1836 | 1841 | 1846 | 1851 |
| ---- | ---- | ---- | ---- | ---- | ---- | ---- | ---- | ---- |
| 730  | 736  | 754  | 768  | 747  | 726  | 709  | 774  | 920  |

| 1856 | 1861 | 1866 | 1872 | 1876 | 1881 | 1886 | 1891 | 1896 |
| ---- | ---- | ---- | ---- | ---- | ---- | ---- | ---- | ---- |
| 768  | 759  | 756  | 722  | 770  | 831  | 893  | 902  | 935  |

| 1901 | 1906 | 1911 | 1921 | 1926 | 1931 | 1936 | 1946 | 1954 |
| ---- | ---- | ---- | ---- | ---- | ---- | ---- | ---- | ---- |
| 901  | 933  | 921  | 885  | 878  | 872  | 917  | 929  | 873  |

| 1962 | 1968 | 1975 | 1982 | 1990 | 1999 | 2006 | 2008  | 2013  |
| ---- | ---- | ---- | ---- | ---- | ---- | ---- | ----- | ----- |
| 848  | 770  | 717  | 779  | 792  | 810  | 976  | 1 023 | 1 272 |

| 2018  | 2022  | - | - | - | - | - | - | - |
| ----- | ----- | - | - | - | - | - | - | - |
| 1 367 | 1 446 | - | - | - | - | - | - | - |

## Culture et patrimoine

### Lieux et monuments

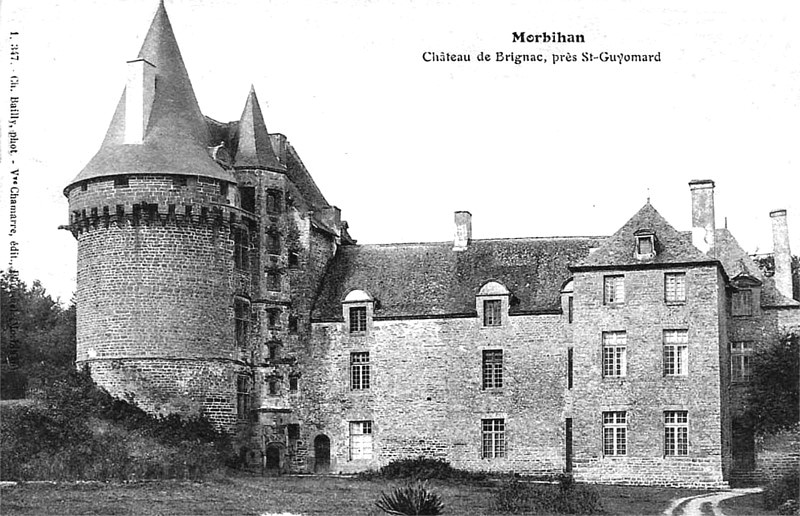
Saint-Guyomard ː le château de Brignac au début du XXe siècle (carte postale).

- le château de Brignac (XVe-XVIe siècle), surplombant les méandres de la rivière Claie, il est le siège d'une ancienne seigneurie ayant appartenu successivement aux familles Brignac (XVe siècle), Papin (1573), Kerguézec, Quistinic (1642), Rosmadec, Talhouët (1697), Montgermont (1831) et Neuchèze (1930).
Pierre de Brignac, premier propriétaire de la seigneurie, était un fidèle du duc François II et de la duchesse Anne. De ses séjours à Amboise ou à Blois lui vint l’envie d’égayer le vieux castel de ses aïeux. En signe de prérogatives seigneuriales, il ajouta au corps de logis une tour-donjon qui hésite toujours entre les préoccupations défensives et celles de l’agrément et confort propres à la Renaissance. Elle est dotée d'un escalier à vis desservant les différents étages et porte l'inscription « Fait par P. de Brignac et Péronnelle de Robien, l'an 1509 ». Un second corps de logis de plan carré a été construit à l’arrière de la tour, ouvrant à chaque niveau l’espace d’un véritable appartement. La seigneurie de Brignac passe ensuite à François de Kerguézec en 1642 puis à Marguerite de Quistinic, et enfin aux Guillemet (vers 1668). À la fin du XVIIe siècle, Sébastien de Rosmadec, maître du lieu et déjà propriétaire de Bohurel à Sérent et de la Cour de Bovrel, vend sa seigneurie en 1697 à la famille de Talhouët. Le château, passant ainsi de mains en mains, se voit ajouter une aile perpendiculaire sur façade. Six fenêtres encadrées de moulures et couronnées d'une accolade à chou et à crosses s'étagent toujours au-dessus de sa belle porte en anse de panier (1509)[44].

- le manoir de la Cour de Boeuvrel date des XVe-XVIe siècle, il était le siège de la seigneurie du Bovrel ou Botvrel, ayant autrefois droit de haute, moyenne et basse justice. Le domaine a été propriété successive des familles Comenan, Rosmadec (1500) et Ollivier (1681). Lors de la Réformation de 1536, la seigneurie est passée aux familles de Quistinic puis, par alliance, Rosmadec. En 1681, Anne de Goulaine cède sa seigneurie de Bovrel à Sébastien de L'Ollivier dont l’une des descendantes, Marie Philippe de Lollivier de Saint-Maur, sera décapitée à Paris en juin 1794. Après la Révolution, le domaine, passant aux mains des familles Trégouet, Gousset, Le Brusq, voit la naissance de l'écrivain Joseph Marie Loaisel de Tréogate (1752-1812). À partir des années 1970, le lieu deviendra un foyer culturel d'Art et d'Artisanat. Sa belle porte est couronnée d'une accolade à crochet et de part et d'autre, de hauts pinacles sculptés. Le portail en anse de panier est fermé par une porte en fer forgé : à son sommet trône un blason. Il est inscrit à l'inventaire général du patrimoine culturel en 1986[45].

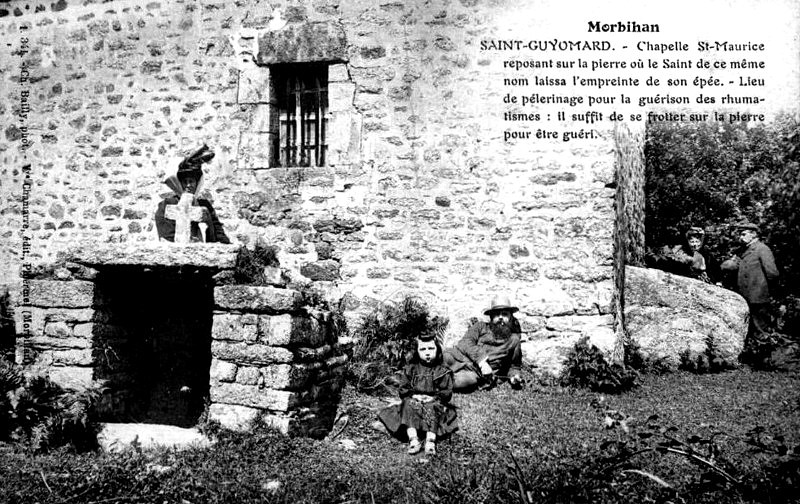
Saint-Guyomard ː la chapelle Saint-Maurice au début du XXe siècle (carte postale).

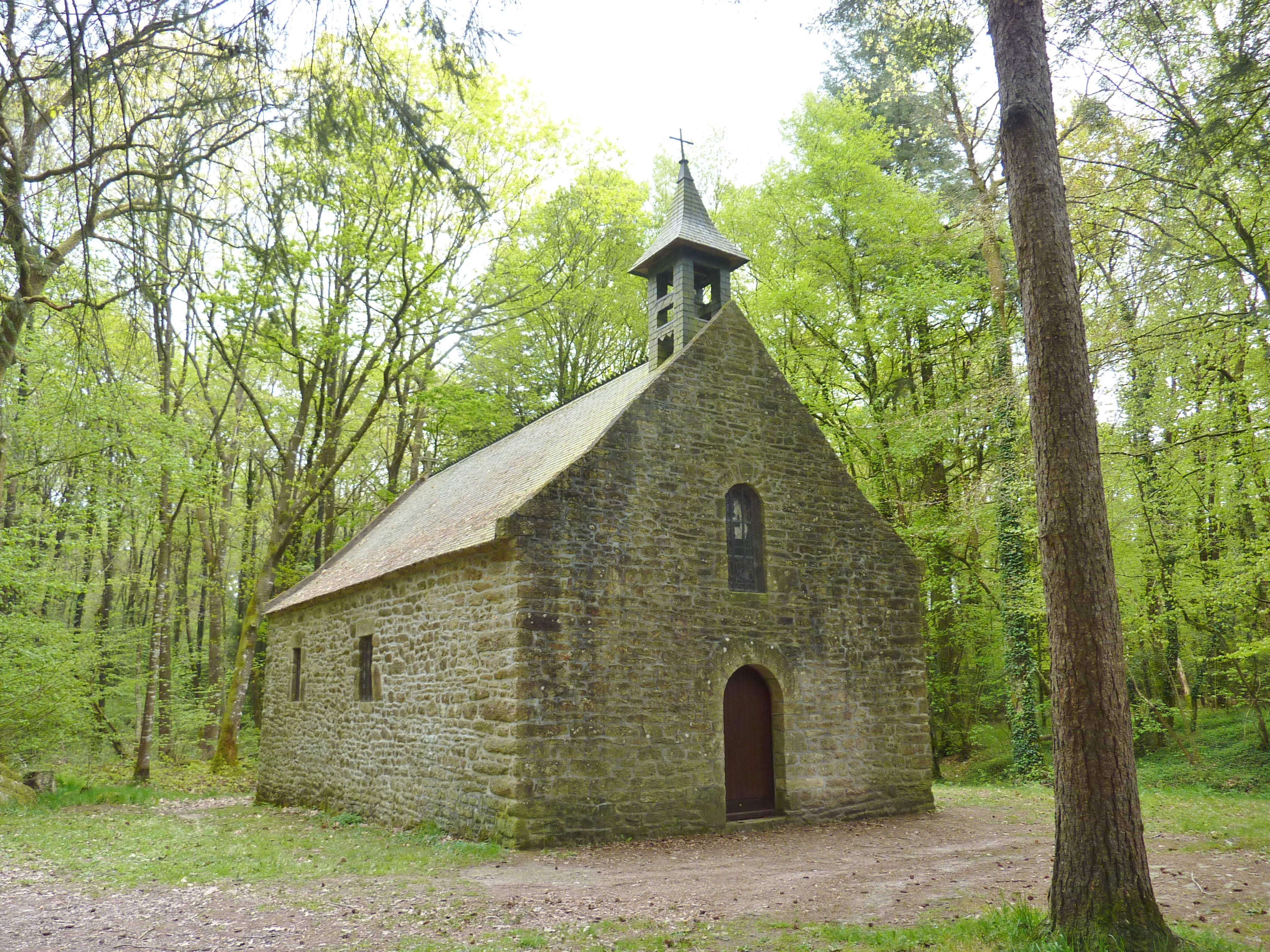
La chapelle Saint-Maurice.

- la chapelle Saint-Maurice[46] qui porte le nom de saint Maurice en hommage au saint patron du village qui lui-même répond indifféremment aux deux appellations (Saint-Guyomard, officiellement ou Saint-Maurice, affectivement). Selon la légende, saint Maurice aurait laissé l'empreinte de son épée sur la pierre sur laquelle est construite la chapelle qui était encore au début du XXe siècle un lieu de pèlerinage pour la guérison des rhumatismes : il suffisait de se frotter sur la pierre pour être guéri.
 C'est au IIIe siècle de notre ère que, Saint-Maurice se trouvant parmi les soldats venus d'Orient prêter main-forte à l'empereur romain Maximien en difficulté en Valais (Saint-Maurice (Valais)), il refusa de sacrifier aux idoles et de persécuter les chrétiens. Un tel manquement lui valut d’être mis à mort avec ses compagnons en 302 (voir Eucher de Lyon). Ce soldat, ce martyr décapité est représenté sous les traits d'un homme blanc dans la plupart des pays d'Europe alors qu'en vérité il s'agissait d'un égyptien de couleur noire comme le montre encore aujourd'hui la cathédrale de Magdebourg, en Allemagne.
Le petit bâtiment érigé au XVe siècle a succédé à un sanctuaire primitif, lui-même bâti sur un autel païen comme en témoignent le menhir couché (pierre de chevet) et la fontaine de dévotion toute proche. L'intérieur de la chapelle date de 1777. Mais cette attribution de la chapelle Saint-Maurice à saint Maurice d'Agaune, reprise par de nombreux auteurs et sites Internet, est probablement une confusion. En fait, la chapelle est dédiée à saint Maurice de Carnoët comme l'affirme Albert Le Grand dans sa "Vie des Saints"[47]. Hors sa porte en plein cintre, les statues polychromes de saint Guyomard et de saint Maurice (XVIIIe siècle) ou le vitrail représentant le même saint patron, cet édifice rectangulaire est sans grand caractère. Depuis le XIXe siècle, les travaux d’entretien y vont bon train : voûte et enduit des murs, réfection des faces Sud et Nord et, en 1980, remplacement du vitrail brisé.
 Dûment consacrée mais sans autre utilisation qu’un pardon annuel, la chapelle Saint-Maurice est aujourd’hui l’une des onze stations estivales du parcours "Arts Capella" mêlant (gratuitement) découverte du patrimoine et art contemporain au cœur-même des Landes de Lanvaux.
- La Fontaine
- Le menhir de Coënnely[48], celui près la Landes des Bois[49], et des dolmens ;

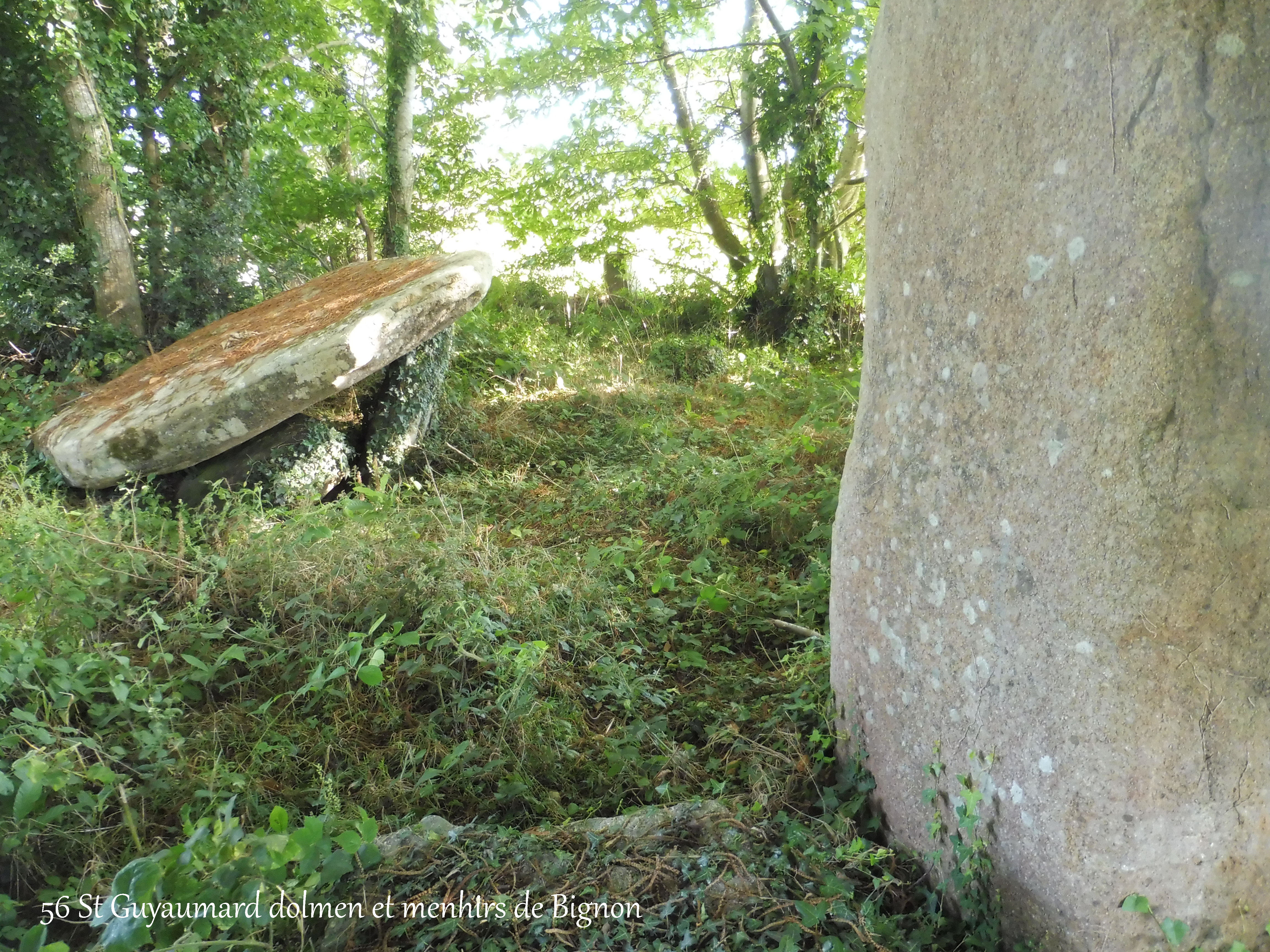
Dolmen et menhir de Bignon.
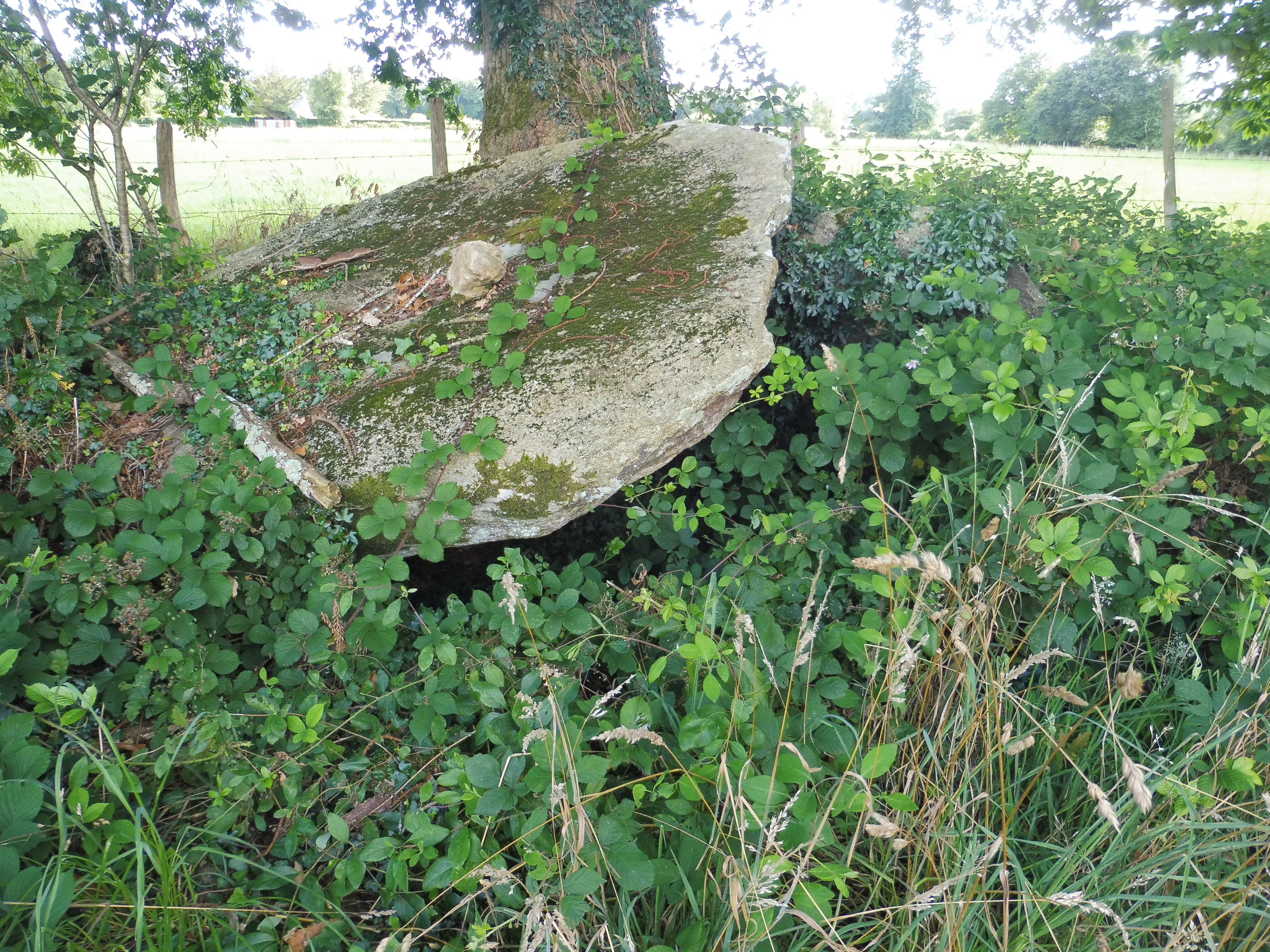
Dolmen de Bellans.

- L'église Saint-Guyomard : l'église actuelle, construite entre 1868 et 1870 par l'architecte Édouard Brossay-Saint-Marc ; elle est en forme de croix latine ; elle a remplacé un édifice datant du XVe siècle qui avait été rasé en 1862. Les deux cloches datent d'octobre 1876, mais le clocher ne fut achevé qu'en 1893[50]. Ébranlée le 18 juin 1944 par les combats de Saint-Marcel, l'église a été renforcée en 1951[36]. L'église possède un mobilier religieux digne d'intérêt[51], dont une statue de saint Guyomard[52], un groupe sculpté représentant un calvaire daté de 1779[53], un ciboire, une croix d'autel, une croix de procession, une navette à encens, un ostensoir, etc..

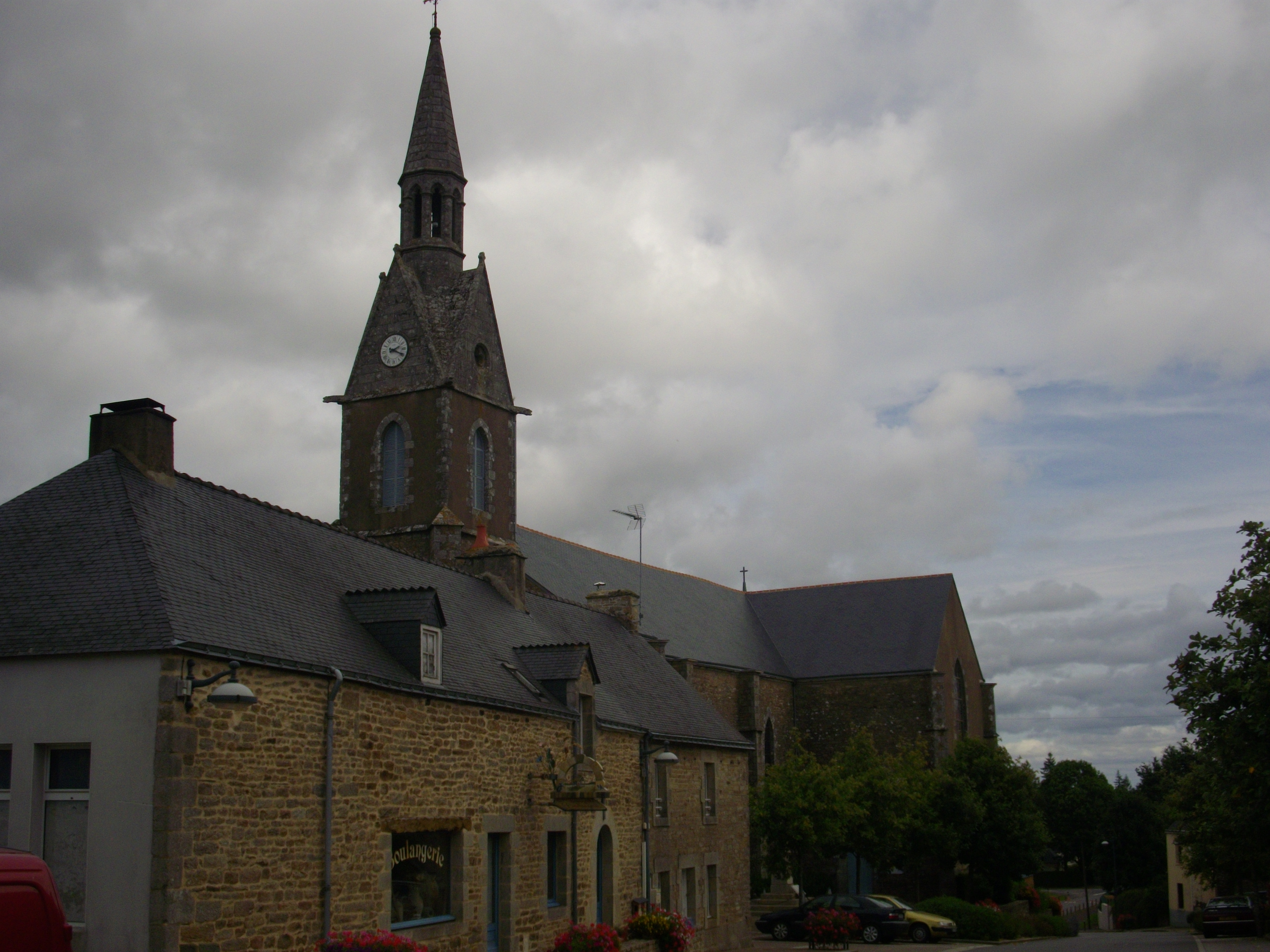
Église Saint-Guyomard : vue extérieure d'ensemble.
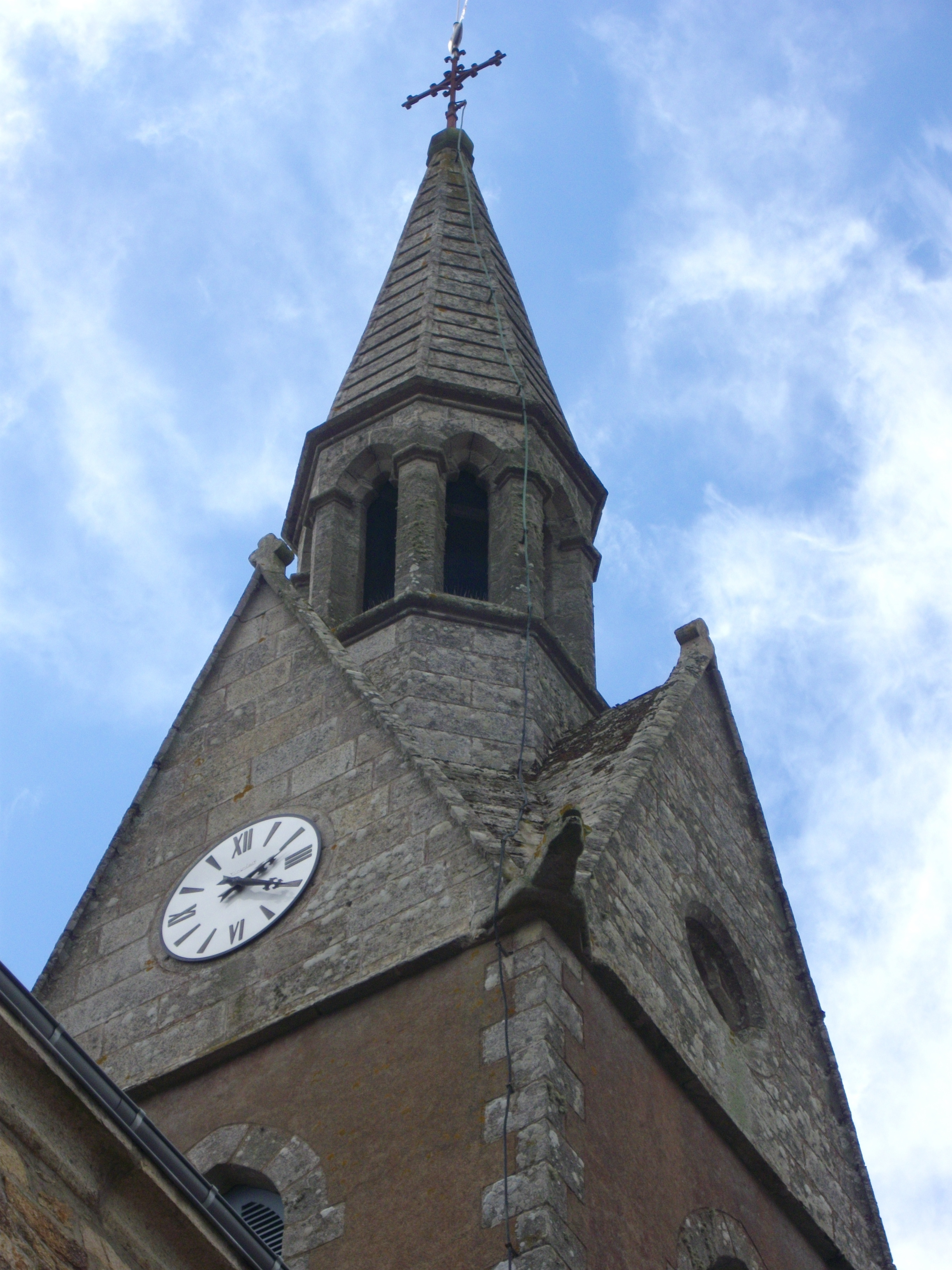
Église Saint-Guyomard : le clocher.
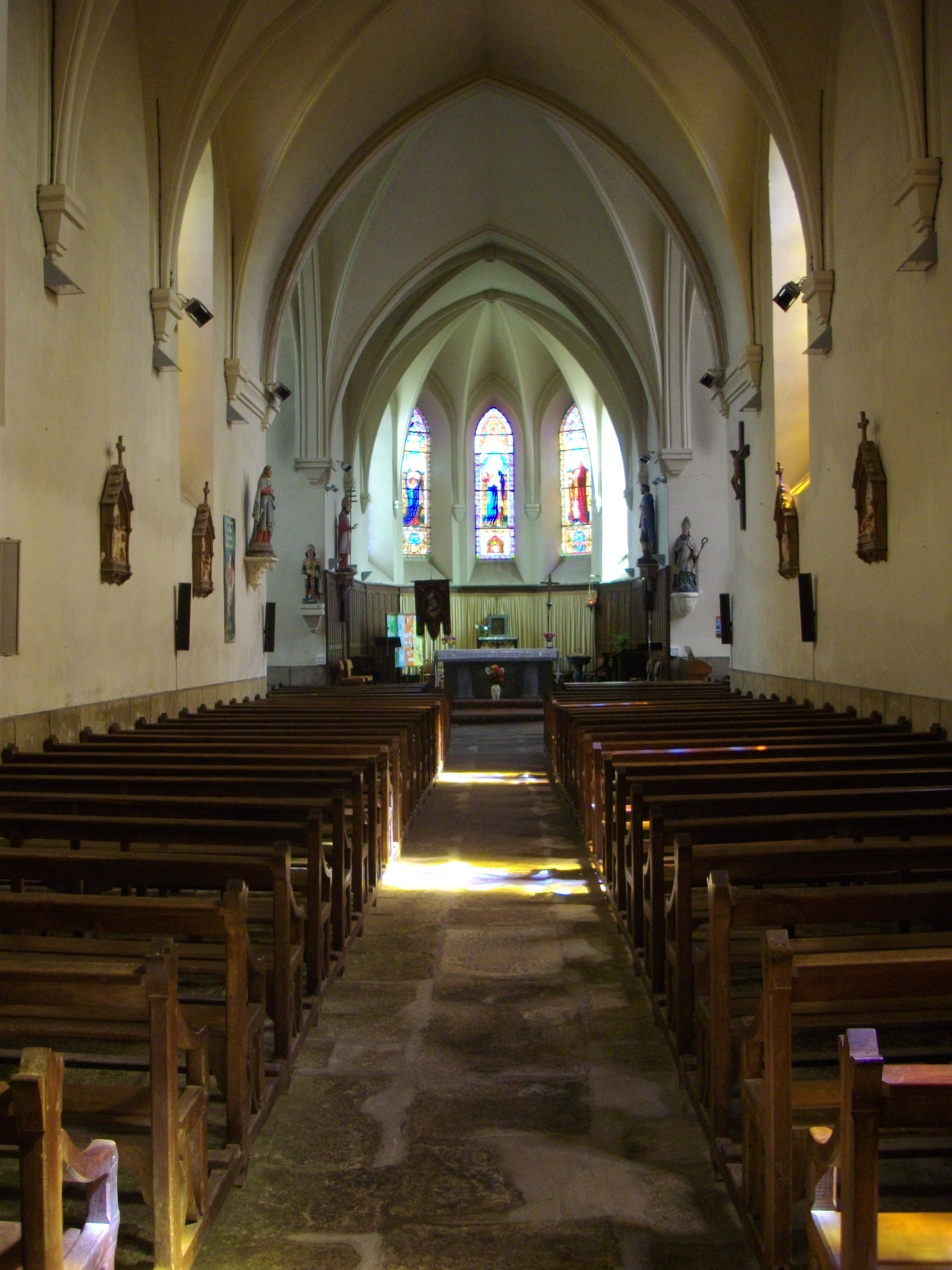
Église Saint-Guyomard : vue intérieure d'ensemble.
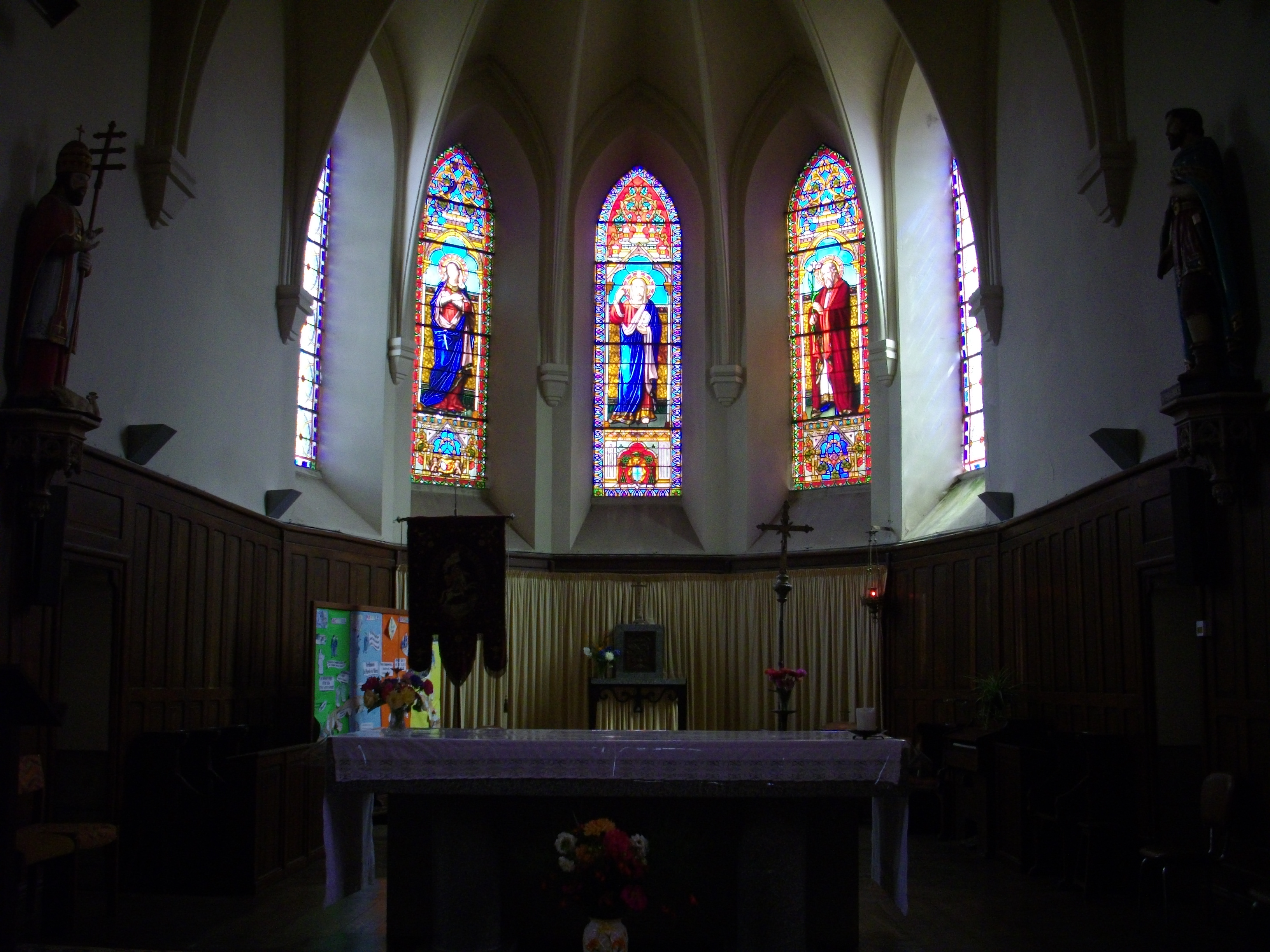
Église Saint-Guyomard : le maître-autel.
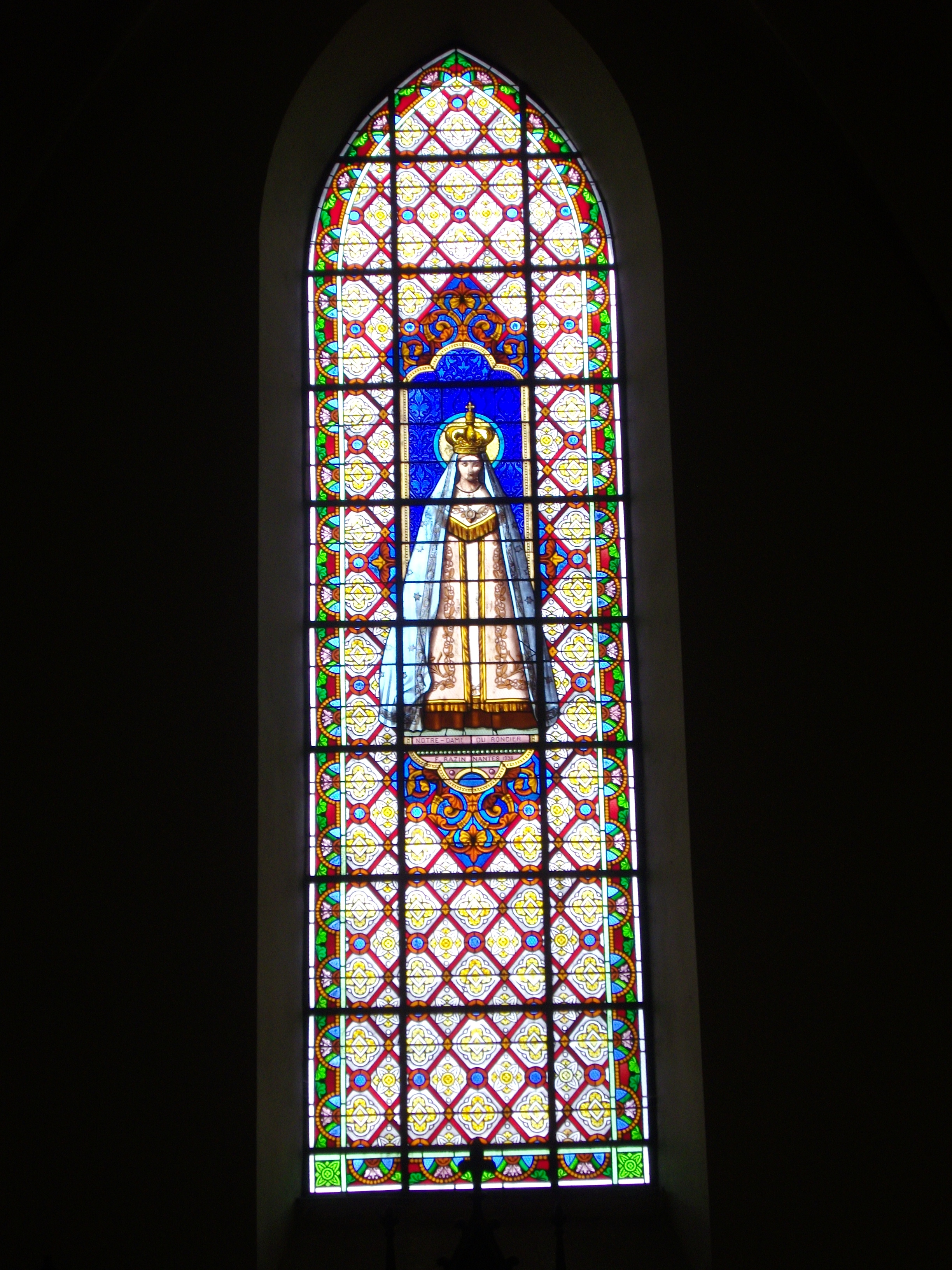
Église Saint-Guyomard : vitrail de Notre-Dame du Roncier.
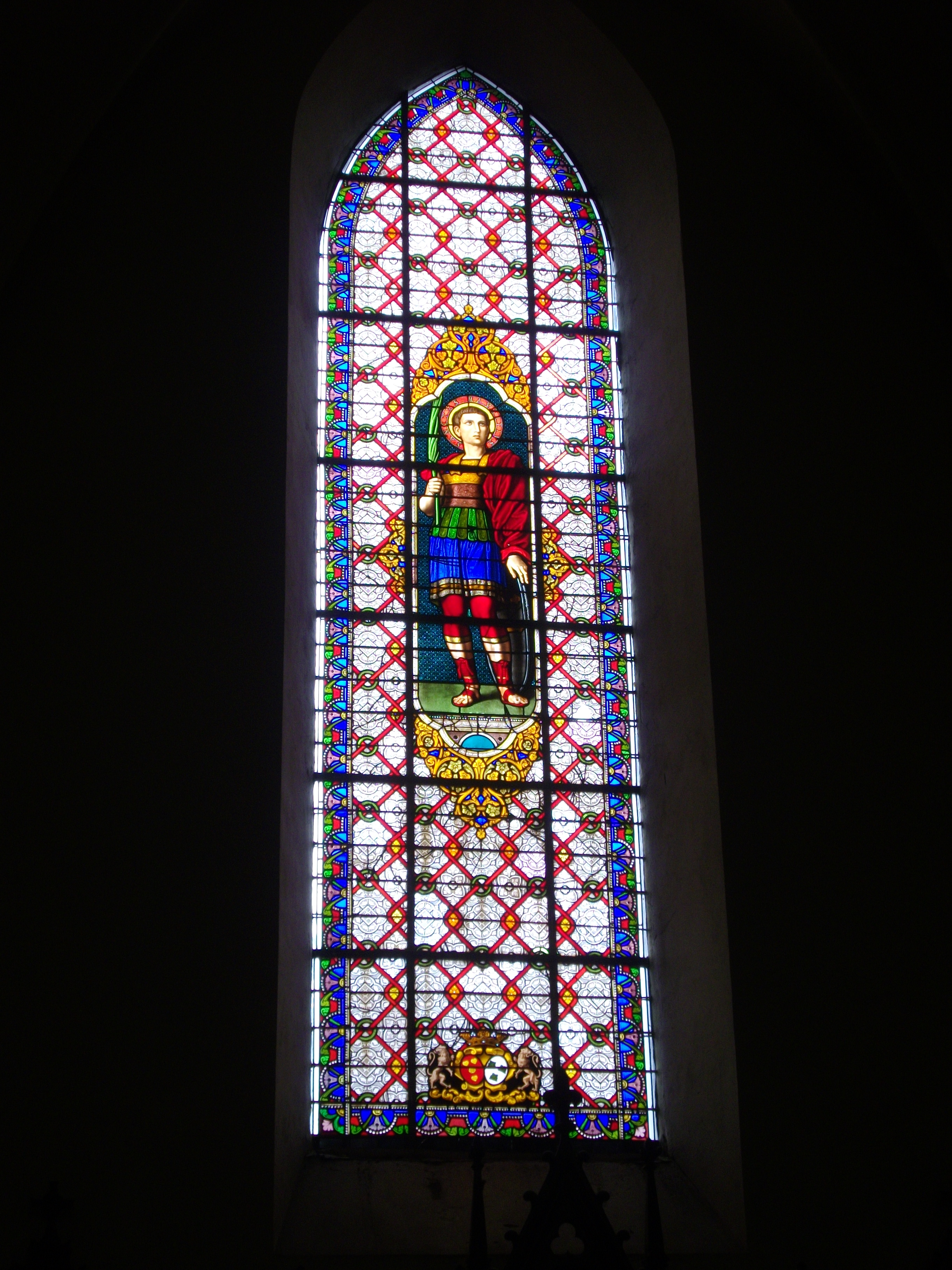
Église Saint-Guyomard : vitrail de saint Maurice d'Agaune.

- Des croix monumentales[54].
- Plusieurs maisons et fermes présentent un intérêt patrimonial[55].

### Légende
Paul Sébillot raconte la légende de La malédiction de saint Guyomard : « Lorsque les gens de Sérent voulurent choisir saint Guyomard pour leur patron, il n'obtint pas, tant s'en faut, l'unanimité des suffrages, et les habitants du village de Boqueret 
[Bocquidet] s'opposèrent énergiquement au choix qu'on en voulait faire, et dirent de lui plus que pendre. Aussi, après son élection, le saint se vengea en lançant sur eux cette malédiction :
 Tant sur Boqueret sera

 Borgne ou boîteux il y aura.

 
Saint-Guyomard est le nom d'une paroisse du Morbihan, formée d'une trève de Sérent ».

### Héraldique
| Blason de Saint-Guyomard | Blason  | De gueules à la croix tréflée d'argent cantonnée en chef de deux corbeaux affrontés de sable; au chef palé d'argent et d'azur, chaque pal d'argent chargé d'une moucheture d'hermine de sable. |
| Blason de Saint-Guyomard | Détails | |

## Personnalités liées à la commune
- Joseph Marie Loaisel de Tréogate, fils de Anne-Marie de la Cour (inhumée au cimetière de Saint-Guyomard en 1762) et de Vincent Joseph Loaisel (inhumé en 1769, à Malestroit), il est né en 1752 au manoir de Bovrel, (Saint-Guyomard, Morbihan) où il a passé son enfance et pris le goût de la nature. Il a écrit nombre de romans et de pièces de théâtre : Florello (1776) considéré comme une possible préfiguration des romans américains d'un autre Breton : François René de Chateaubriand ; La Comtesse d'Alibre (1779) ; Dolbreuse (1783) où sont contés les remords d'un jeune officier ; Ainsi finissent les grands amours (1788), un titre programme : l’amour, donc, et même l'amour épistolaire : le récit se déroulant à travers les seules lettres du chevalier, adressées à un confident ou à la femme aimée ; Le Château du diable (1793) ; Lucile de Milcourt, ou le cri du sentiment (1794), etc. Ces œuvres sombres, bucoliques et préromantiques aux héros passionnés et tourmentés font montre assez fréquemment d’allusions géographiques instaurant un lien étroit entre personnages et romancier. Mention locale à la « rivière d’Aoust traversant Malestroit », au château de Dolbreuse qui rappelle clairement les tours de Largoët à Elven, sans compter les fontaines, ruisseaux, bois sombres et autres « berceaux de chèvrefeuille » qui implantent sans nulle équivoque leur auteur. Rallié à la Révolution, il devient auteur dramatique et se voit pensionné comme tel par la Convention. Il entre ensuite dans l’administration des postes et continue d’écrire pour le théâtre. À sa mort, à Paris, en 1812, il laissera 17 pièces. Extrait de Ainsi finissent les grandes passions : « Je fus élevé dans une maison de paix ; j’avois le meilleur des pères. J’eus aussi une mère tendre et une sœur chérie ; ils sont morts... je n’ai plus que des cendres à visiter et des larmes à répandre dans le lieu de ma naissance : je possédois aussi un petit manoir au milieu des champs, un petit bois, un petit verger. Ces biens touchans, ces jours si doux sont perdus pour moi; ils n’existent plus que dans ma mémoire, qui se perdra bientôt elle-même dans l’abîme du tems. Mes bons parens, et leur fille et leur malheureux fils, seront oubliés sur la terre... personne ne se souviendra de nous... ».[57].
- François Louis Barthélémy Dufresche, comte de la Villorion, né le 24 août 1740 à Cournon 56, après de brillantes études au séminaire des Trente-Trois de Paris, il est licencié en droit canon et civil à la Sorbonne. Après des études théologiques, il devient prêtre de la Compagnie de Jésus. Prieur de Saint-Guyomard. Il revient à Paris pour être enseignant au séminaire des Trente-Trois. Conseiller au Parlement de Paris, des missions lui sont confiées auprès de Saint-Père à Rome. Fait chevalier de l'Éperon d'Or ou de la Milice Dorée, pour services rendus au Vatican, par le pape Pie VII, qui le fait comte Palatin. Nommé directeur de l'hôpital des Incurables de Paris, qui deviendra par la suite, l'hôpital Laennec. Mort en 1827.
- Michel Hoëllard est né en 1952 à Paris de parents émigrés originaires de Launay-Bijus, Saint-Guyomard. Il a d'abord écrit pour des revues littéraires. Rédacteur en chef de la défunte revue culturelle et littéraire en ligne Arsnumero dont l'accroche, Tout le monde ne peut pas lire Arsnumero, donnait assez le ton, il est également l'auteur de romans et de nouvelles publiés en France et en Italie (en français et en italien).

### Les recteurs de la paroisse

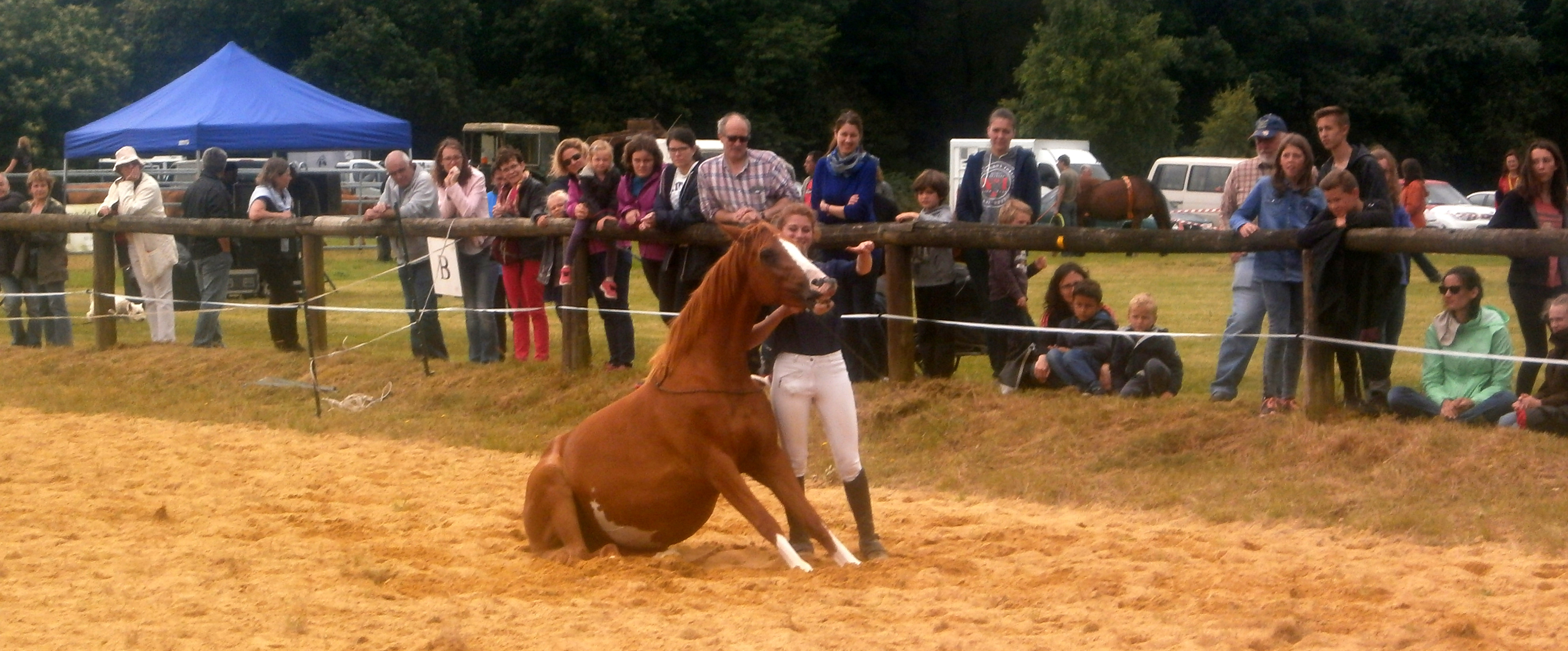
Spectacle équestre à la fête du cheval de Saint-Guyomard 2016.

| Nom        | Prénom          | Fonction | Début de mandat | Fin de mandat |
| ---------- | --------------- | -------- | --------------- | ------------- |
| LE CADRE   | Sylvestre       | Sub-curé | 1602            | 1623          |
| VAILLANT   | Yves            | Sub-curé | 1623            | 1626          |
| MAROT      | Julien          | Sub-curé | 1626            | 1639          |
| DROUIN     | Jean            | Curé     | 1639            | 1672          |
| BOUEIFFOUX | Anselme         | Curé     | 1673            | 1674          |
| BOUEIFFOUX | Jean            | Curé     | 1674            | 1682          |
| BOUEIFFOUX | Joseph          | Curé     | 1682            | 1687          |
| NAYL       | Guillaume       | Curé     | 1688            | 1689          |
| THEBAUD    | Julien          | Curé     | 1690            | 1699          |
| SENE       | Vincent         | Curé     | 1700            | 1709          |
| GUYMART    | Joseph          | Curé     | 1709            | 1728          |
| VALY       | Pierre François | Curé     | 1730            | 1732          |
| FAUCHEUX   | Yves            | Curé     | 1733            | 1734          |
| PUISSANT   | Mathurin        | Curé     | 1734            | 1775          |
| DREAN      | Mathurin Jean   | Curé     | 1775            | 1779          |
| BRIEND     | Noël            | Curé     | 1779            | 1792          |
| THOMOUX    | Melaine         | Recteur  | 1802            | 1816          |
| FORDOS     | René Joseph     | Recteur  | 1816            | 1817          |
| DUFRESCHE  | François        | Recteur  | 1817            | 1827          |
| JOUBART    | François        | Recteur  | 1828            | 1851          |